# Teheranno
Teheranno (alternativamente Teheran-ro, cuja tradução é "Rua Teerã") é uma rua localizada no distrito de Gangnam em Seul, Coreia do Sul. Ela inicia na estação Gangnam, no Yeoksam-dong e passa pelo Samseong-dong. É coloquialmente conhecida como "Teheran Valley" devido o número de empresas do segmento de internet que operam ali, incluindo o Yahoo!, e as rivais coreanas Daum e Naver. As também concorrentes Samsung e Hynix também possuem escritórios nessa região. Várias companhias coreanas e internacionais de negócios e finanças, incluindo a POSCO, o Standard Chartered e o Citibank, também mantêm escritórios aqui. Alguns dos mais altos arranha-céus da Coreia e imóveis mais caros estão localizados em Teheranno. O Governo Metropolitano de Seul estima que mais da metade do capital de risco da Coreia, algo em torno de 200.000.000.000 wons (aproximadamente $200.000.000), estão investidos no Teheran Valley.
Teheranno é uma seção de 3,5 km da Korean Highway 90, e corre para o leste, da estação Gangnam à estação Samseong e ao complexo COEX/KWTC. As estações Yeoksam e Seolleung também localizam-se ao longo da Teheranno. Todas as estações fazem parte da linha 2 do Metrô de Seul.

## Nome
Em 1976, o Governo Metropolitano de Seul sugeriu que a cidade de Seul e Teerã, no Irã, trocassem o nome das ruas por ocasião da visita à Coreia do prefeito de Teerã. No ano seguinte, a rua anteriormente denominada Samneungno foi renomeada para Teheranno, que corria através de uma área relativamente pouco desenvolvida, que foi anexada à Seul em 1963. Nos anos seguintes, o distrito de Gangnam experimentou um crescimento fenomenal e ondas de construção que continuam até hoje, com Teheranno se tornando uma das ruas mais movimentadas da Coreia do Sul. Em Teerã, existe a Seul Street, que passa ao norte da cidade, próximo ao distrito de Evin.

## Galeria de imagens

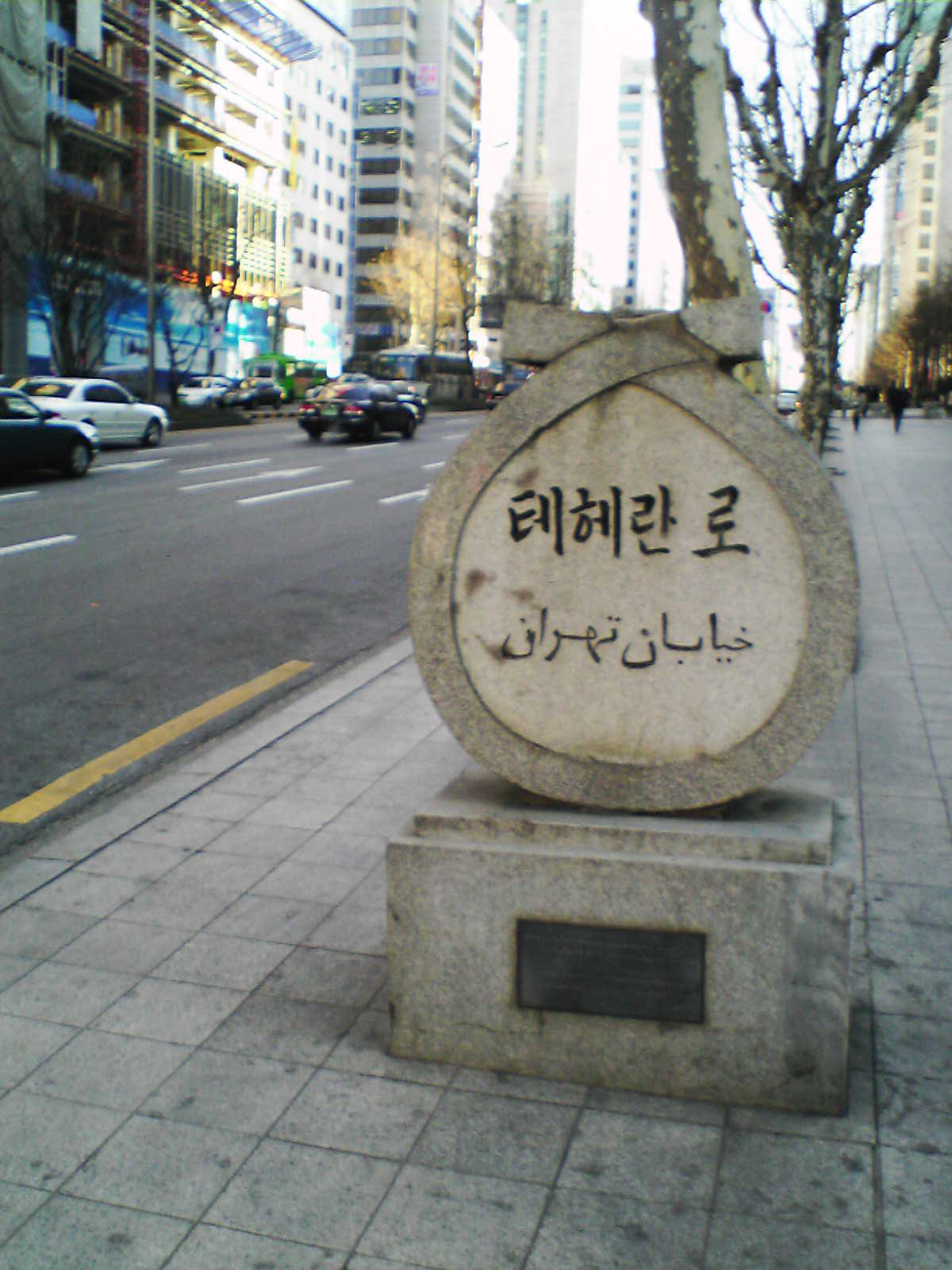
Monumento que diz "Rua Teerã" em hangul (테헤란로) e persa (خیابان تهران).
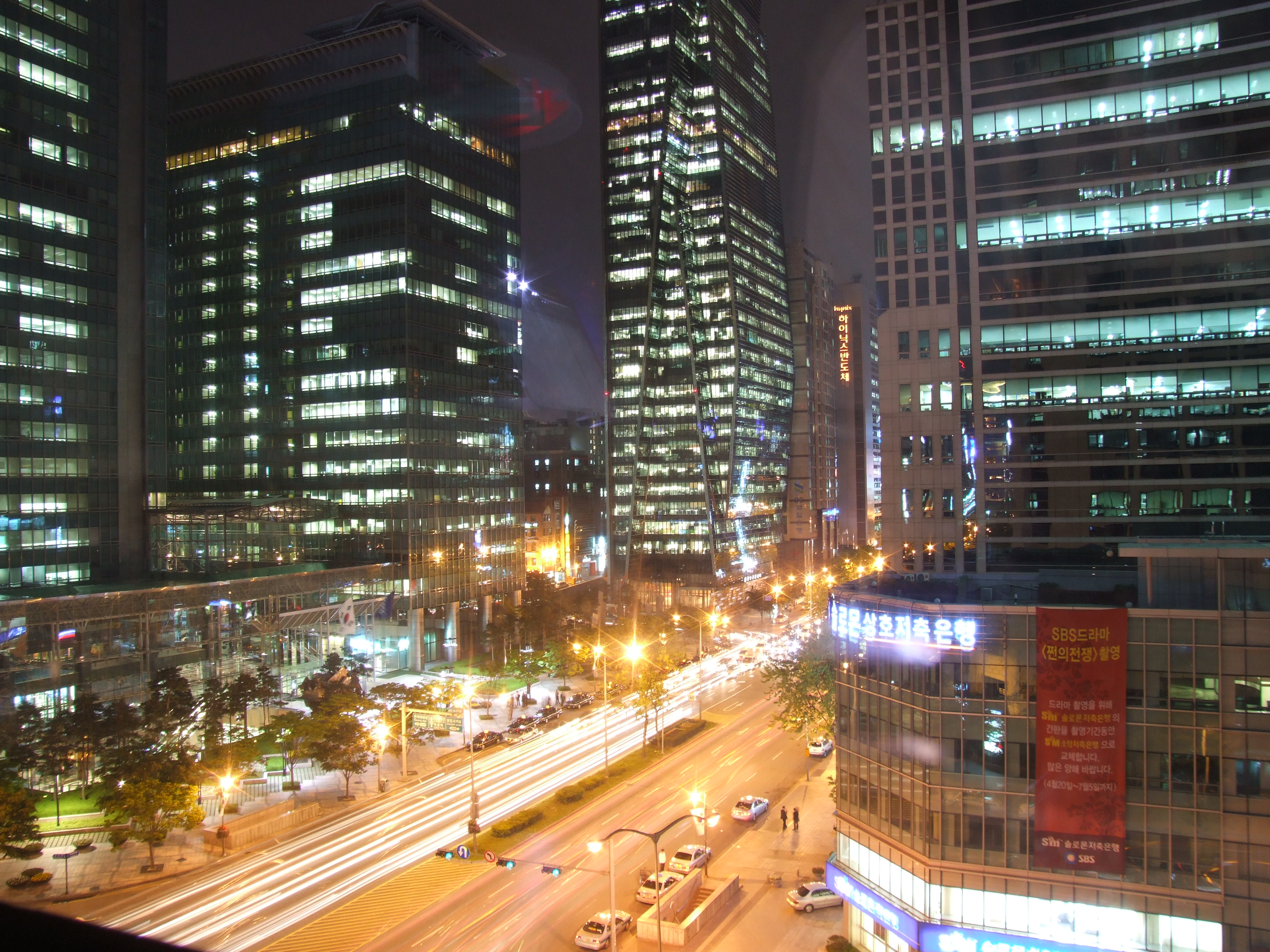
Interseção Posco.
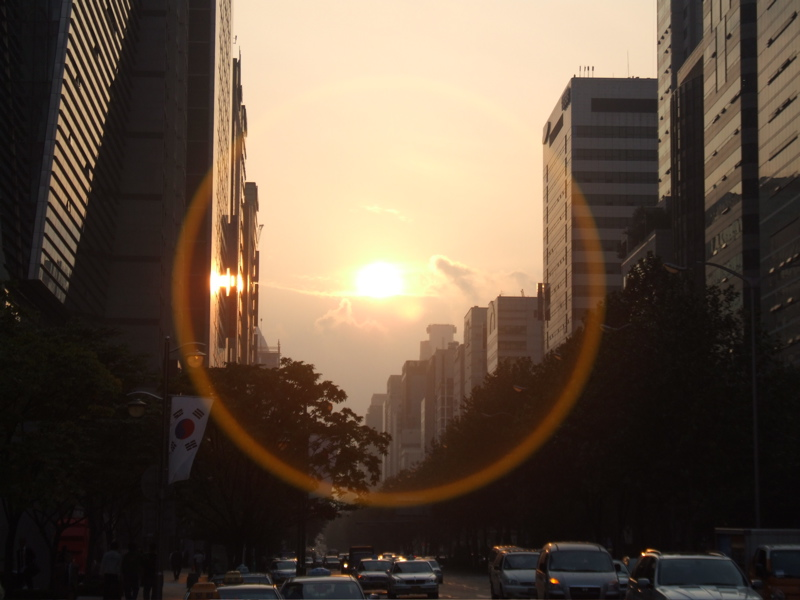
Pôr-do-sol em Posco.
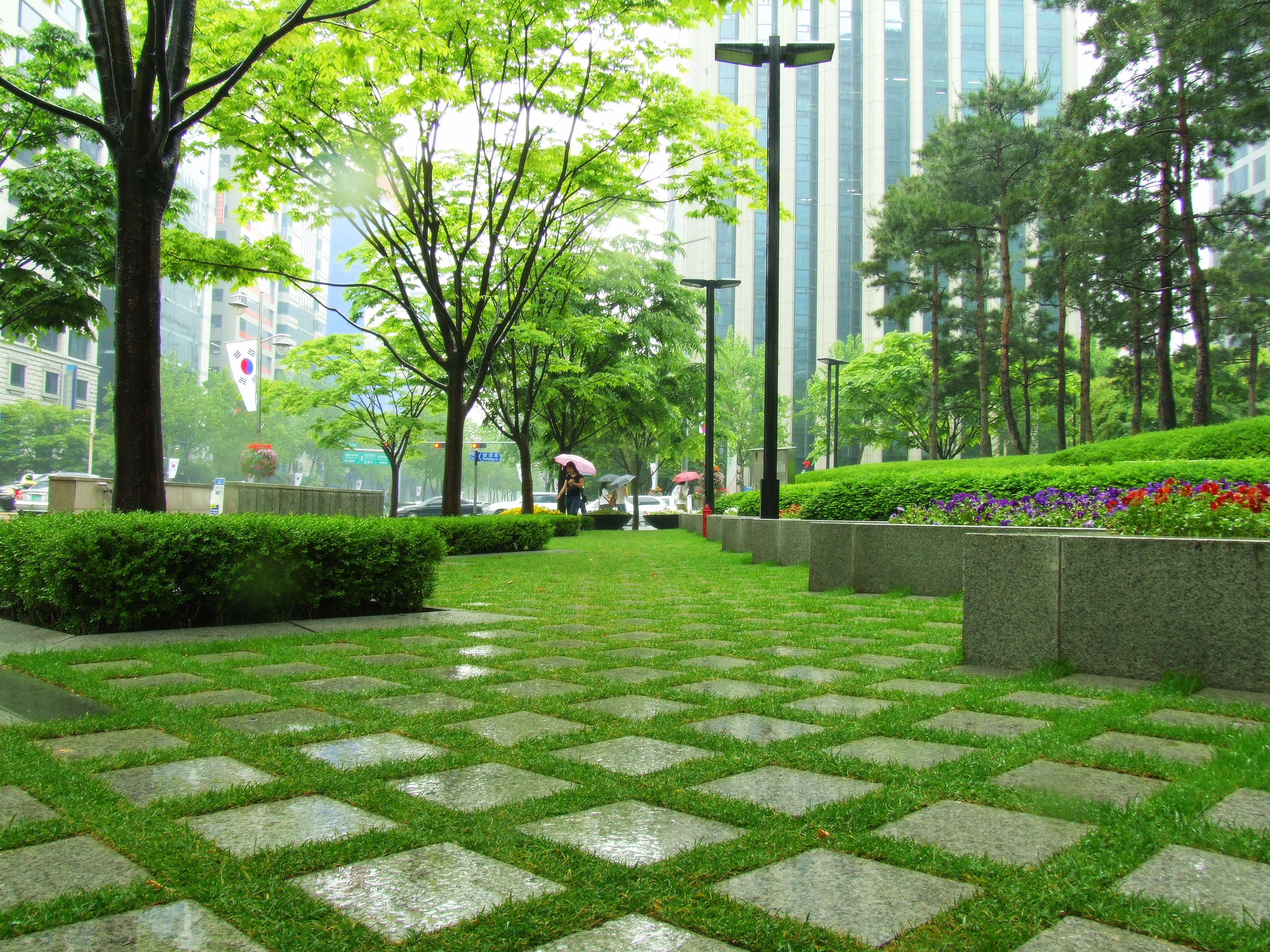
Uma pequena passarela em um dia chuvoso, em frente ao edifício da Posco.
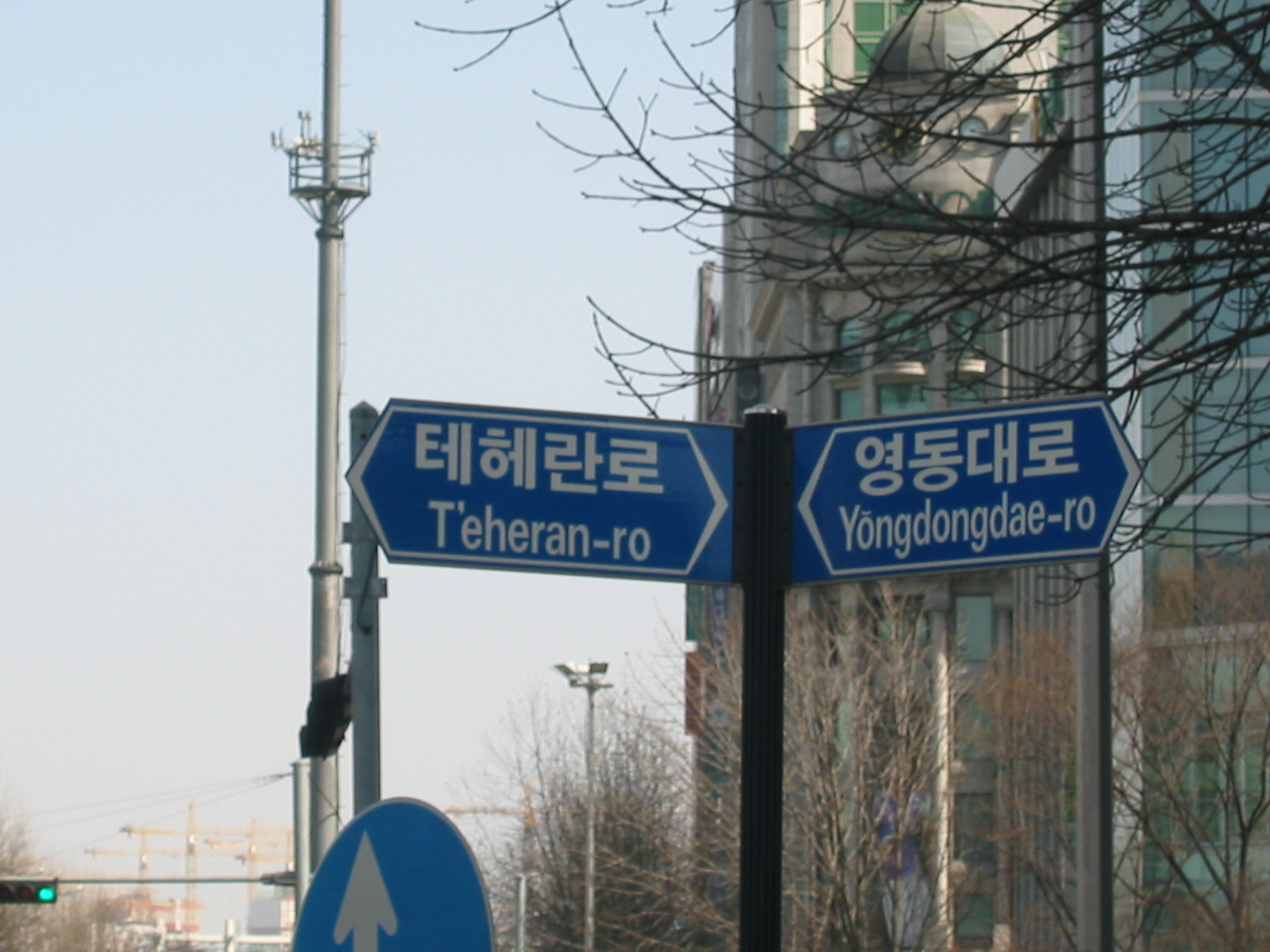
Placa sinalizadora na interseção COEX-KWTC.